# 金音創作獎
金音創作獎，簡稱金音獎（GIMA），是台灣繼金曲獎之後的另一項特殊性質的音樂獎，與金曲獎流行音樂類一樣由文化部影視及流行音樂產業局主辦，但其主要面向獨立音樂領域。除了設置單曲獎項外（亦接收數位發表的音樂作品），同時權衡國內音樂生態，創設出搖滾、民謠、電音、爵士、嘻哈、節奏藍調及另類流行等七種不同樂風之獎項。

## 歷史沿革
行政院新聞局自民國99年（2010年）起設置「金音創作獎」，以創作為主導，鼓勵臺灣音樂的「創作力」，著重臺灣多元類型音樂的發展，並透過獎項肯定臺灣樂團與創作者的原創能量，打造其專屬的榮耀。文化部影視及流行音樂產業局在民國101年（2012年）成立後，從當時即將解散的行政院新聞局手中接續主辦。
此外，金音創作獎於獎項設計亦有多項突破與創新，除了設置單曲獎項並接受數位發表的音樂作品外，亦創設搖滾、民謠、電音及嘻哈等4類不同音樂風格的獎項。
第2屆起，增設爵士及節奏藍調兩類音樂風格獎項，第5屆增設最佳風格類型(取消節奏藍調類型)，讓金音創作獎能涵跨更多元之樂風種類；另外，為順應現今流行音樂現場展演蓬勃發展之潮流，設置「最佳現場演出獎」及「最佳樂手獎」演出技術相關之獎項，並為獎勵海外華語創作，設置「海外創作音樂獎」。
第9屆的金音創作獎，啟動為期三年的金音獎轉型計畫，以打造出國際的亞洲音樂品牌、發展臺灣成為亞洲流行音樂創作中心為目標，擴大舉辦為期兩週的音樂盛事「亞洲音樂大賞」(Asia Rolling Music Festival)，邀請亞洲各國及臺灣超過50組創作音樂人演出，旨在展現屬於亞洲獨特的音樂風貌與創作精神。
自第11屆起，「海外創作音樂獎」改為「亞洲創作音樂獎」，不再限於華語音樂作品，使得來自亞洲各國的音樂人皆可報名。

## 歷屆頒獎典禮概況
| 屆數 | 頒獎日期       | 主持人   | 主持人                                                                | 舉辦地點               | 承辦單位                            | 轉播單位                           |
| 屆數 | 頒獎日期       | 星光大道 | 頒獎典禮                                                              | 舉辦地點               | 承辦單位                            | 轉播單位                           |
| 1    | 2010年11月13日 |          | 黃子佼 黃韻玲                                                         | 台北中正紀念堂自由廣場 | 台灣音協                            | 年代電視                           |
| 2    | 2011年11月5日  |          | 黃子佼 路嘉怡                                                         | 台北南港101            | 台灣音協                            | MTV                                |
| 3    | 2012年11月3日  |          | 天心 馬念先                                                           | 台北世貿二館           | Hit FM聯播網 街聲                   | 東風衛視                           |
| 4    | 2013年10月26日 |          | 黃子佼 路嘉怡                                                         | 台大綜合體育館         | 新秘藝術 Hit FM聯播網 街聲 新浪微博 | 東風衛視                           |
| 5    | 2014年12月6日  |          | 黃子佼 盧春如（Ruby）                                                 | 新莊體育館             | 新視紀整合行銷                      | 三立都會台                         |
| 6    | 2015年11月7日  |          | 黃子佼 Mami                                                           | 台大綜合體育館         | 新視紀整合行銷                      | 緯來綜合台 MTV                     |
| 7    | 2016年10月29日 |          | 黃子佼 蔡黃汝                                                         | 台北南港展覽館1館      | 新視紀整合行銷                      | 東森超視                           |
| 8    | 2017年10月28日 |          | 黃子佼 二本貓 J.Sheon 十九兩樂團樂園 美秀集團 馬詠恩與農男樂團 李權哲 | 台大綜合體育館         | 新視紀整合行銷                      | 東森超視                           |
| 9    | 2018年10月27日 |          | 異鄉人 莊雨潔                                                         | 台大綜合體育館         | 相知音樂                            | 三立都會台                         |
| 10   | 2019年11月16日 |          | Mami                                                                  | 台北市國父紀念館       | 必應創造                            | KKBOX YouTube Facebook LINE 17     |
| 11   | 2020年10月31日 |          | 阿爆                                                                  | 台北流行音樂中心       | 必應創造                            | KKBOX YouTube Facebook LINE 街聲   |
| 12   | 2021年11月6日  |          | 李霈瑜                                                                | 高雄流行音樂中心       | 新視紀整合行銷                      | YouTube Facebook LINE 街聲         |
| 13   | 2022年11月5日  |          | 李毅誠 張家倫 何勁旻                                                  | 台北流行音樂中心       | 必應創造                            | YouTube Facebook LINE MyVideo 街聲 |
| 14   | 2023年10月28日 |          | 熊仔                                                                  | 台北流行音樂中心       | 必應創造                            |                                    |
| 15   | 2024年11月2日  |          | 黃豪平                                                                | 台北流行音樂中心       | 必應創造                            |                                    |
| 16   | 2025年11月1日  |          |                                                                       | 台北流行音樂中心       |                                     |                                    |

## 現行獎項
| 類別                   | 獎項               |
| ---------------------- | ------------------ |
| 不分類型獎項（7獎項）  | 最佳專輯獎         |
| 不分類型獎項（7獎項）  | 最佳樂團獎         |
| 不分類型獎項（7獎項）  | 最佳創作歌手獎     |
| 不分類型獎項（7獎項）  | 最佳新人獎         |
| 不分類型獎項（7獎項）  | 最佳樂手獎         |
| 不分類型獎項（7獎項）  | 最佳現場演出獎     |
| 不分類型獎項（7獎項）  | 亞洲創作音樂獎     |
| 類型音樂獎項（14獎項） | 最佳搖滾專輯獎     |
| 類型音樂獎項（14獎項） | 最佳搖滾歌曲獎     |
| 類型音樂獎項（14獎項） | 最佳民謠專輯獎     |
| 類型音樂獎項（14獎項） | 最佳民謠歌曲獎     |
| 類型音樂獎項（14獎項） | 最佳嘻哈專輯獎     |
| 類型音樂獎項（14獎項） | 最佳嘻哈歌曲獎     |
| 類型音樂獎項（14獎項） | 最佳電音專輯獎     |
| 類型音樂獎項（14獎項） | 最佳電音歌曲獎     |
| 類型音樂獎項（14獎項） | 最佳爵士專輯獎     |
| 類型音樂獎項（14獎項） | 最佳爵士歌曲獎     |
| 類型音樂獎項（14獎項） | 最佳節奏藍調專輯獎 |
| 類型音樂獎項（14獎項） | 最佳節奏藍調歌曲獎 |
| 類型音樂獎項（14獎項） | 最佳另類流行專輯獎 |
| 類型音樂獎項（14獎項） | 最佳另類流行歌曲獎 |
| 評審團獎               | 評審團獎           |
| 傑出貢獻獎             | 傑出貢獻獎         |

## 爭議

### 類型定義
第五屆金音創作獎入圍名單公布，大象體操獲得六項入圍，為此屆入圍最多的樂團；卻因為單曲〈身體〉入圍「最佳爵士單曲獎」，而引發爭議。
網友質疑，大象體操並不是真正的爵士樂團，對樂團而言爵士只是一種創作所運用的「元素」，不該入圍此獎項；而真正該入圍的爵士樂創作人反而沒有入圍，十分不公平。此外，也有爵士樂手直接抨擊，認為這是評審對於台灣爵士樂環境的不夠尊重，這樣辦再多的爵士音樂節、或是請再多國外的大師來台演出，也不會有太大的意義。對此，大象體操貝斯手張凱婷在臉書發文表示，很難去真正定義何謂爵士樂，數字搖滾本身融合了許多曲風，她說：「我們當然不認為自己是爵士樂團，否則我們就會去報爵士專輯，但就單一歌曲而言，這首歌我們認定是可以去報爵士單曲的，至於是否有資格被稱做爵士單曲，就是非常主觀的認定，我們決定交由評審決定。」而亦有網友認為是獎項設計機制的問題，由於沒有提供「最佳後搖滾單曲」等名額，這類樂團並沒有合適的曲風報名。

### 現場演出時音場發生異狀
第六屆金音創作獎中，王榆鈞與時間樂隊現場演出時外場喇叭未作用。「最佳現場演出獎」一直都是金音獎的一大特色，參賽者除了要寄送現場演出紀錄作為初審依據，入圍者更要在頒獎典禮上 live 演出，當場一決勝負。就在「巨大的轟鳴」異軍突起獲獎後，與獎項擦身而過的「王榆鈞與時間樂隊」主唱王榆鈞，週日於 Facebook發表了一篇長文，提到演出當下發現自己的vocal 聲音很小，但心想外場有專業PA掌控，不必擔心；直到演出完畢、評審主動詢問，才知道自己和樂團表演時，外場是沒有人聲的。無法完整呈現辛苦準備的表演令她十分難過，對硬體廠商所給予說法更是不能諒解。此狀況讓本次評審林貓王、鄭皓文等人同樣不滿，人在台下的THE WALL 執行長傅鉛文也留言表示聲音明顯發生異狀。
具有十五年硬體工程背景的鄭皓文公開表示，希望負責金音獎音響工程單位「穩立音響」出面說明；穩立業務部經理劉若喬則回應，王榆鈞團隊於正式表演時進入音控台，有違反比賽規定之嫌在先，但隨即招致鄭皓文反駁，他提到，硬體狀況造成評審評斷困難實為廠商疏失，且王榆鈞團隊是發覺演出狀況才至音控台反應，再來「關閉Vocal製造空靈感」說辭出自音控人員並非參賽者要求，且依照經驗此狀況應屬非人為操作的意外，要求穩立音響應該負起連帶責任，並強調：「金音獎是國家級的音樂性比賽，重大疏失可能會影響評審團評分。」此番爭執更讓本屆金音獎製作人梁序倫出面滅火，表示自己「難辭其咎」，願負起責任。

### 評選方式討論
金音獎由文化部負責邀請評審，往往充滿不確定性，若當屆組成貼近獨立樂圈生態，交出來的入圍名單或許會很漂亮，可倘若組成品味衝突，名單恐怕會調性匹變、與前屆無法連貫。曾擔任數屆金音評審的陳玠安感嘆道：「每年評完、開檢討會、修改賽制，到後來就變得越來越自我矛盾。金音獎雖然一直在改變，但很難成長。」
2018金音獎邁入第九屆，陳珊妮首度擔綱評審團主席，透過三項改變重新定義金音獎，力圖實踐她在今年金曲獎上的引言「我們必須不斷重新定義流行音樂」。陳珊妮第一次擔任音樂獎評審，就手接主席棒；過去的她總推辭金曲獎評審的工作、也不曾報名金音獎，原因是她認為金音獎的本質在於讓新世代的音樂能受到肯定。可正因為未報名過，才能更客觀擔任主席。第九屆最重大的改變在於，金音評審團改為「主席制」，取消往年由文化部邀請評審的方法，改將由主席組成評審團，參考歐洲各影展的模式，展現當屆主席的觀點。此外，也以「金音 GIMA」名號，嘗試連結亞洲周邊各國的當代音樂場景、觀點，往國際走，評審團就納入了多位海外評審，並於 10 月 27 日，金音獎典禮前的系列音樂節「Asia Rolling Music Festival」邀請亞洲各國的音樂人前來演出